# Trigano
Trigano S.A. er en fransk producent af autocampere, campingvogne og campingudstyr med hovedkvarter i Paris.
I 1935 begyndte tekstilhandler Edgard Trigano at sælge tekstilvarer under mærket "Trigano". I 1945 blev Trigano S.A. etableret, der handlede med camping- og sportsartikler. I 1971 begyndte de at producere campingvogne. De har 10.500 ansatte og en årsomsætning på 3,5 mia. euro.